# Hamilton Castner

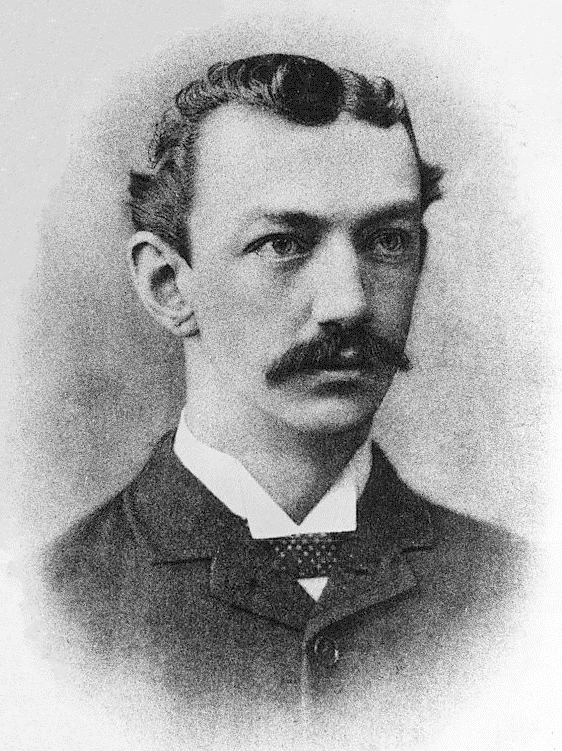
Hamilton Castner

Hamilton Young Castner (* 11. September 1858 in Brooklyn; † 11. Oktober 1899 in Saranac Lake, Franklin County (New York)) war ein US-amerikanischer Chemiker und  Industrieller.

## Leben
Er besuchte das Brooklyn Polytechnic Institute und dann die Columbia University School of Mines, die er 1879 ohne Abschluss verließ, um sich seinem Bruder E. B. Castner als beratender Chemiker anzuschließen.
1884 verließ er das Geschäft, um ein Verfahren zur Herstellung von Aluminium durch Reduktion von Aluminiumchlorid mittels Soda zu entwickeln. Soda war seinerzeit verhältnismäßig teuer, und er entwickelte ein bedeutend günstigeres Verfahren zur Reduktion von kaustischer Soda mittels Kohlenstoff. Da es ihm nicht gelang, amerikanische Industrielle dafür zu interessieren, ging er 1886 nach England.
1887 war sein Verfahren hilfreich bei der Gründung der Aluminium Crown Metal Company (zusammen mit der Webster Crown Metal Company) in Oldbury, deren technischer Direktor er war und die Aluminium von hoher Reinheit produzierte und die Aluminiumpreise senkte. 1886 war jedoch der Hall-Héroult-Prozess erfunden, was sein Verfahren zur Aluminiumproduktion 1889 überflüssig machte. Daher suchte er neue Anwendungen für seine günstige Soda, wie die Produktion von Natriumperoxid als Bleichmittel und Natriumcyanid für Goldminen. Ein Verfahren zur Gewinnung von Natriumcyanid wird als Castner-Kellner-Verfahren bezeichnet (wie auch das Amalgamverfahren zur Chloralkalielektrolyse). Nach Castner werden auch ein Verfahren zur Herstellung von Artikeln aus Graphit und ein Verfahren der Herstellung von Natrium aus Natriumhydroxid durch Elektrolyse benannt.
1890 entwickelten er und sein Chefchemiker Harry Baker (1859–1935) ein Verfahren zur Herstellung hochreiner kaustischer Soda durch Elektrolyse von Sole in einer Membranzelle (rocking cell) mit Quecksilber (Castner-Kellner-Verfahren). Das Natriumhydroxid diente anschließend als Ausgangsbasis der Gewinnung von Alkalimetallen durch Elektrolyse.  Als er sein Verfahren patentieren wollte, erfuhr er, dass Karl Kellner 1894 schon ein identisches Verfahren patentiert hatte, das er Solvay in Belgien übertragen hatte. Um Rechtsstreitigkeiten zu vermeiden, wurde Castners Aluminium Company 1895 kombiniert mit der Solvay Company zur Castner-Kellner Alkali Company, die 1897 die British Aluminum Company übernahm und in Runcorn das größte Werk zur Chloralkali-Elektrolyse aufbaute. Die Produktion nach dem Verfahren begann in Großbritannien 1896.  Castner und Kellner teilten sich die Absatzgebiete auf.
1895 wurde er Vizepräsident de Niagara Electrochemical Co., wo sein Verfahren in den USA angewandt wurde. Die Produktion dort begann 1897. Castner entwickelte auch 1896 eine Methode zum Graphitieren von Kohle, was zu länger verwendbaren Elektroden für die Elektrolyse führte, und er entwickelte 1894 Methoden zur Gewinnung reiner Cyanide für die Goldgewinnung (eines der Verfahren hatte Natriumcarbonat, Kohle und Ammoniak als Ausgangsstoffe).
Castner erlag einer Tuberkulose-Erkrankung. Aufgrund der Erkrankung war er 1898 in die USA zurückgekehrt.
1900 wurde unter der Leitung eines Sohns von Friedrich Ernst Roessler mit Castners Patenten in den USA bei Niagara Falls die Castner Electrolytic Alkali Company als Tochterfirma der Mathiesen Alkali Works gegründet.